# Bobsleigh als Jocs Olímpics d'Hivern de 2010 - Dos homes
Als Jocs Olímpics d'Hivern de 2010 celebrats a la ciutat de Vancouver (Canadà) es disputà una prova bobsleigh de dos homes, que unit a la resta de proves conformà el programa oficial de bobsleigh dels Jocs.
La prova es disputà entre els dies 20 i 21 de febrer de 2010 a les instal·lacions del Whistler Sliding Centre. Hi participaren un total de 56 corredors de 18 comitès nacionals diferents.

## Resum de medalles
| Or                                             | Argent                                                  | Bronze                                             |
| Alemanya · Alemanya IAndré Lange · Kevin Kuske | Alemanya · Alemanya IIThomas Florschütz · Richard Adjei | Rússia · Rússia IAlexandr Zubkov · Alexey Voyevoda |

## Resultats
| Pos. | Dorsal | CON                     | Corredors                                                | Volta 1       | Volta 2      | Volta 3       | Volta 4    | Total   | Dif.  |   |
| ---- | ------ | ----------------------- | -------------------------------------------------------- | ------------- | ------------ | ------------- | ---------- | ------- | ----- | - |
| 1    | 4      | Alemanya · Alemanya 1   | André Lange Kevin Kuske                                  | 4.81 51.59    | 4.81 51.72   | 4.83 51.57    | 4.82 51.77 | 3:26.65 |       |   |
| 2    | 2      | Alemanya · Alemanya 2   | Thomas Florschütz Richard Adjei                          | 4.79 51.57    | 4.79 51.85   | 4.84 51.62    | 4.82 51.83 | 3:26.87 | +0.22 |   |
| 3    | 7      | Rússia · Rússia 1       | Alexandr Zubkov Alexey Voyevoda                          | 4.78 51.79    | 4.78 52.02   | 4.79 51.80    | 4.78 51.90 | 3:27.51 | +0.86 |   |
| 4    | 1      | Suïssa                  | Ivo Rüegg Cedric Grand                                   | 4.86 51.76    | 4.86 52.18   | 4.86 51.92    | 4.85 51.99 | 3:27.85 | +1.20 |   |
| 5    | 9      | Canadà · Canadà 2       | Pierre Lueders Jesse Lumsden                             | 4.78 51.94    | 4.79 52.12   | 4.82 51.87    | 4.79 51.94 | 3:27.87 | +1.22 |   |
| 6    | 6      | Estats Units · USA 1    | Steve Holcomb Curtis Tomasevicz                          | 4.79 51.89    | 4.82 52.04   | 4.84 51.98    | 4.86 52.03 | 3:27.94 | +1.29 |   |
| 7    | 11     | Rússia · Rússia 2       | Dmitry Abramovitch Sergey Prudnikov                      | 4.81 52.03    | 4.82 52.40   | 4.84 52.11    | 4.84 51.92 | 3:28.46 | +1.81 |   |
| 8    | 25     | Letònia                 | Edgars Maskalāns Daumants Dreiškens                      | 4.85 52.16    | 4.83 52.32   | 4.87 52.17    | 4.86 52.43 | 3:29.08 | +2.43 |   |
| 9    | 3      | Alemanya · Alemanya 3   | Karl Angerer Gregor Bermbach                             | 4.84 52.23    | 4.84 52.43   | 4.89 52.19    | 4.88 52.44 | 3:29.29 | +2.64 |   |
| 10   | 8      | Estats Units · USA 2    | John Napier Steven Langton                               | 4.89 52.28    | 4.89 52.45   | 4.91 52.31    | 4.93 52.36 | 3:29.40 | +2.75 |   |
| 11   | 14     | Romania                 | Nicolae Istrate Florin Cezar Craciun                     | 4.85 52.19    | 4.84 52.41   | 4.87 52.40    | 4.87 52.43 | 3:29.43 | +2.78 |   |
| 12   | 13     | Estats Units · USA 3    | Mike Kohn Nick Cunningham                                | 4.91 52.47    | 4.91 52.71   | 4.94 52.25    | 4.93 52.35 | 3:29.78 | +3.13 |   |
| 13   | 16     | Txèquia                 | Ivo Danilevic Jan Stoklaska                              | 4.90 52.73    | 4.89 52.59   | 4.95 52.52    | 4.90 52.44 | 3:30.28 | +3.63 |   |
| 14   | 10     | Països Baixos           | Edwin van Calker Sybren Jansma                           | 4.77 52.37    | 4.81 52.83   | 4.83 52.63    | 4.83 52.62 | 3:30.45 | +3.80 |   |
| 15   | 5      | Canadà · Canadà 1       | Lyndon Rush L. Brown (v. 1-2) David Bissett (v. 3-4)     | 4.76 51.67    | 4.75 54.70   | 4.87 51.93    | 4.85 52.16 | 3:30.46 | +3.81 |   |
| 16   | 19     | Polònia                 | Dawid Kupczyk Marcin Niewiara                            | 4.90 52.45    | 4.89 52.91   | 4.91 52.42    | 4.93 52.72 | 3:30.50 | +3.85 |   |
| 17   | 18     | Itàlia · Itàlia 2       | Fabrizio Tosini Sergio Riva                              | 4.94 52.84    | 4.95 52.83   | 4.96 52.34    | 4.95 52.65 | 3:30.66 | +4.01 |   |
| 18   | 15     | Àustria · Àustria 2     | Jürgen Loacker Christian Hackl                           | 4.97 52.55    | 4.98 52.86   | 4.99 52.73    | 4.98 52.64 | 3:30.78 | +4.13 |   |
| 19   | 21     | Mònaco                  | Patrice Servelle Sébastien Gattuso                       | 4.94 52.96    | 4.96 52.61   | 4.96 52.71    | 4.98 52.56 | 3:30.84 | +4.19 |   |
| 20   | 20     | Eslovàquia              | Milan Jagnešák Petr Narovec                              | 5.03 53.18    | 5.01 53.16   | 5.03 52.73    | 5.02 52.99 | 3:32.06 | +5.41 |   |
| 21   | 23     | Japó                    | Hiroshi Suzuki Ryuichi Kobayashi                         | 4.91 53.24    | 4.91 53.30   | 4.93 53.13    | -          | 2:39.67 | -     |   |
| 22   | 17     | Austràlia · Austràlia 1 | Christopher Spring D. Harvey (v. 1-2) Anthony Ryan (v 3) | 4.86 53.14    | 4.87 54.41   | 4.97 53.18    | -          | 2:40.73 | -     |   |
| —    | 12     | Itàlia · Itàlia 1       | Simone Bertazzo Samuele Romanini                         | 4.85 52.33    | 4.86 52.88   | desqualificat | -          | -       | -     |   |
| —    | 22     | Liechtenstein           | Michael Klingler Thomas Dürr                             | 5.08 56.18    | no finalitzà | -             | -          | -       | -     | - |
| —    | 27     | Austràlia · Austràlia 2 | Jeremy Rollestone Duncan Pugh                            | no finalitzà  | -            | -             | -          | -       | -     |   |
| —    | 26     | Àustria · Àustria 1     | Wolfgang Stampfer Juergen Mayer                          | desqualificat | -            | -             | -          | -       | -     |   |
| —    | 24     | Regne Unit              | John James Jackson Dan Money                             | desqualificat | -            | -             | -          | -       | -     |   |